# Orléat
Orléat (Okzitanisch: Orlhat) ist eine französische Gemeinde mit 2.236 Einwohnern (Stand: 1. Januar 2022) im Département Puy-de-Dôme in der Region Auvergne-Rhône-Alpes. Der Ort gehört zum Arrondissement Thiers und ist Teil des Kantons Lezoux.

## Geographie
Orléat liegt etwa 27 Kilometer ostnordöstlich von Clermont-Ferrand. Der Fluss Dore begrenzt die Gemeinde im Osten. Umgeben wird Orléat von den Nachbargemeinden Crevant-Laveine im Norden und Nordwesten, Dorat im Nordosten, Thiers im Osten, Peschadoires im Südosten, Saint-Jean-d’Heurs im Süden, Lezoux im Westen und Südwesten sowie Bulhon im Nordwesten.
Durch die Gemeinde führt die Autoroute A89.

## Bevölkerungsentwicklung
| Jahr                       | 1962 | 1968 | 1975 | 1982 | 1990 | 1999 | 2006 | 2012 |
| Einwohner                  | 675  | 757  | 1050 | 1397 | 1569 | 1623 | 1811 | 2062 |
| Quellen: Cassini und INSEE |      |      |      |      |      |      |      |      |

## Sehenswürdigkeiten
- romanische Kirche Saint-Bonnet, Monument historique

## Weblinks

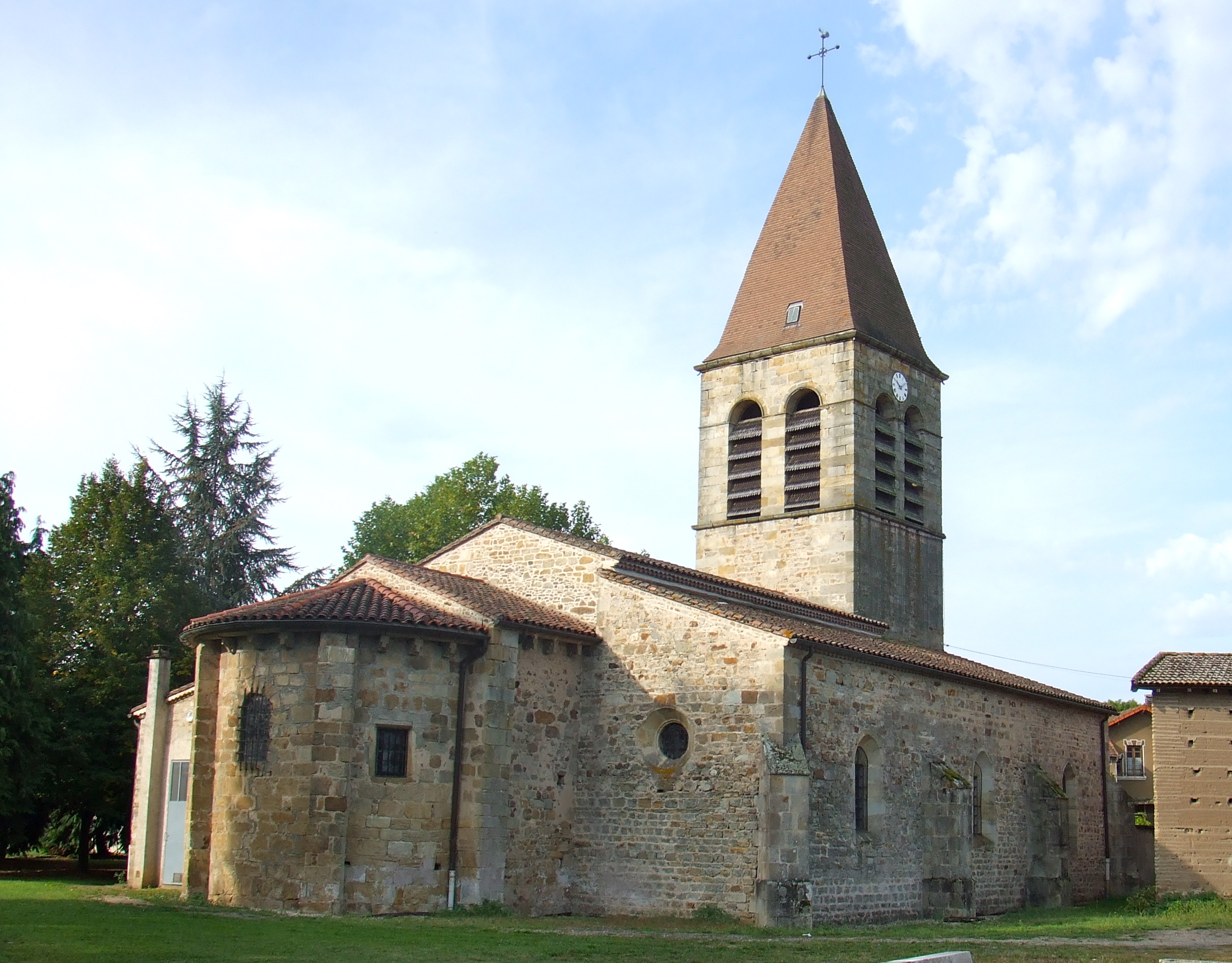
Kirche Saint-Bonnet